# 新潟県立新潟東高等学校
新潟県立新潟東高等学校（にいがたけんりつ にいがたひがしこうとうがっこう）は、新潟県新潟市東区小金町二丁目にある県立高等学校。

## 設置課程
- 全日制課程
  - 普通科

## 沿革
- 1980年10月13日 - 創立

## 校歌
- 『新潟県立新潟東高等学校校歌』（作詞：谷川俊太郎・作曲：細矢禊）[1]

## 交通
- 新潟駅万代口バスターミナル10番線・万代シテイバスセンター5番線から新潟交通 E3 河渡線を利用
  - E30系統（向陽三丁目・下山スポーツセンター 行）の場合は、「河渡北」下車後徒歩約3分
  - E31系統（松崎・下山スポーツセンター 行）の場合は、「藤見中学前」下車後徒歩約7分、または「河渡北」下車後徒歩約5分

## 著名な出身者
- 岡村靖幸 - （ミュージシャン） ※中退
- 小畑健 - （漫画家）
- 江口歩 -   (NAMARA代表)